# Libor Capalini
Libor Capalini, född den 30 januari 1973 i Hořovice, Tjeckien, är en tjeckisk idrottare inom modern femkamp.
Han tog OS-brons i herrarnas moderna femkamp i samband med de olympiska tävlingarna i modern femkamp 2004 i Aten.